# Cattedrale di San Botulfo (Aalborg)
La cattedrale di San Botulfo (danese: Aalborg Domkirke o Budolfi Kirke) è la chiesa principale di Aalborg, in Danimarca e sede della diocesi di Aalborg della Chiesa di Danimarca.
È dedicata a San Botulfo, abate inglese patrono dei viaggiatori.
La parte più antica della chiesa è formata dalle tre navate risalenti alla metà del XV secolo costruite sui resti di una pre-esistente chiesa romanica.
La torre campanaria risale al 1779, nella stessa epoca venne ampliato il coro. 
Il carillon di campane è stato installato nel 1970. 
Nell'interno si trova una pala d'altare barocca del 1689, il fonte battesimale è datato 1728. La chiesa ospita numerose sepolture datate tra il XVI e il XVIII secolo.